# Lucio Campiani
Lucio Campiani (Mantova, 16 settembre 1822 – Mantova, 4 novembre 1914) è stato un compositore italiano.

## Biografia

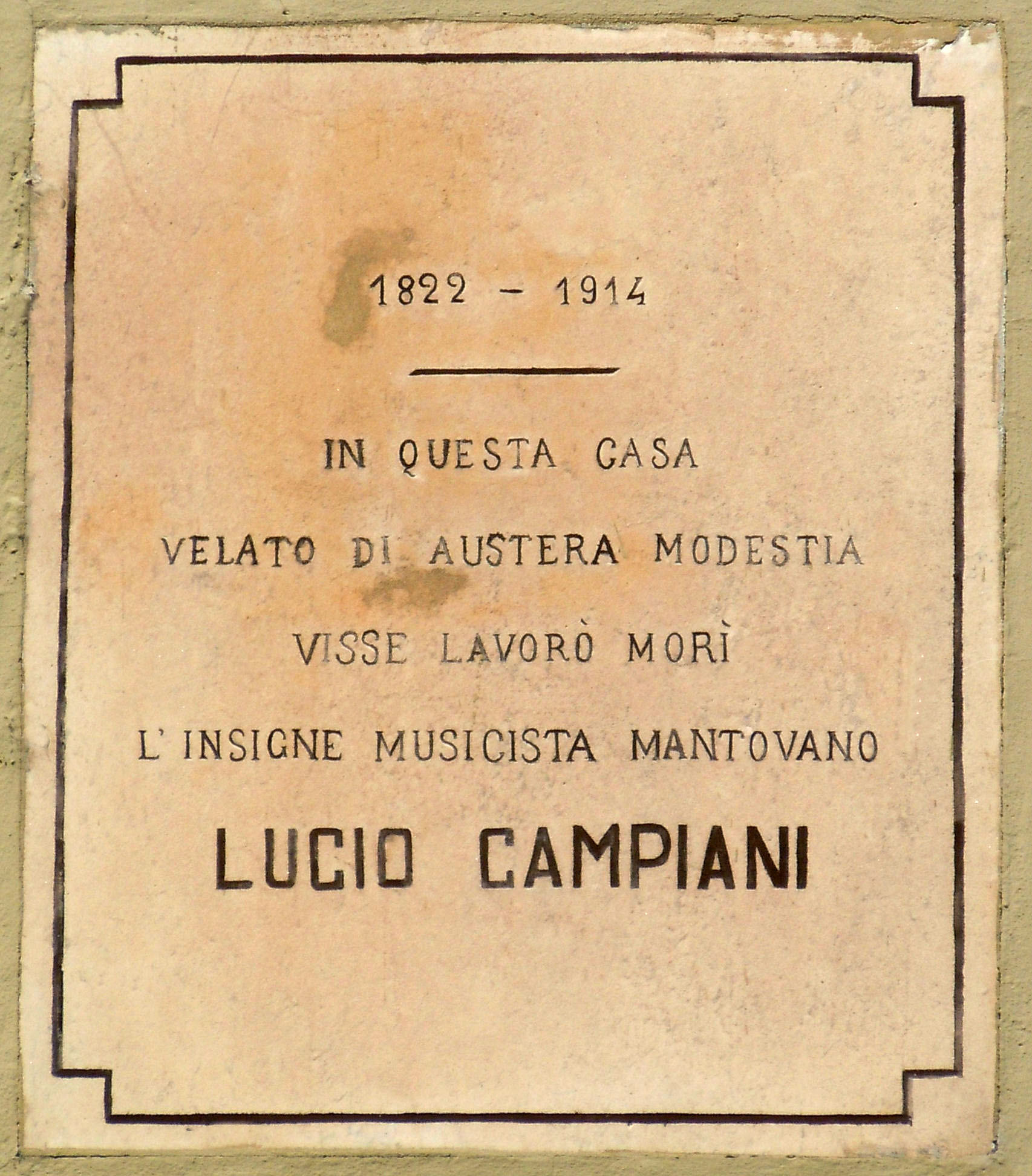
Mantova, lapide sulla casa

Figlio d'arte, nacque a Frassine di  San Giorgio Mantovano il 16 settembre 1822 da Michele, oboista, e dalla nobildonna Anna Cella, pianista, dai quali apprese i primi elementi di musica esercitandosi sul clavicembalo, addestrandosi nello studio e nella conoscenza degli strumenti ad arco, particolarmente nella viola, ed occupandosi anche della direzione di una piccola orchestra per la quale egli stesso scriveva dei pezzi. Il padre era salito in grande fama come concertista, ed illustri musicisti del tempo quali Rossini, l'Asioli, il Paganini erano legati a lui da cordiale amicizia e da viva ammirazione. Gioacchino Rossini che ebbe occasione più volte di frequentare la casa convinto delle doti del giovane Lucio lo esortò a proseguire gli studi musicali.
A diciotto anni si trasferì a Bologna al liceo musicale, allora diretto dal maestro Rossini, e superò trionfalmente l'esame di ammissione. Fu allievo dello stesso Gioachino Rossini, che riconobbe le sue grandi capacità artistiche. In una lettera al prof. Michele, informandolo del successo ottenuto dai lavori dell'allievo prediletto, chiamava Lucio "il suo genietto" (l'autografo si trova nella Biblioteca Bertoliana di Vicenza). Fin dalle prime composizioni mostrò una spiccata tendenza per la musica sacra e già d'allora, tra i suoi lavori da studente, prevalsero due pezzi scritti per la messa solenne celebratasi il 26 novembre 1843, festa di Santa Cecilia, nella chiesa colognese di San Giacomo. Ultimati gli studi sostenne il saggio finale ottenendo grande successo tanto da meritarsi la medaglia d'argento, riconoscimento ambito e concesso solo per meriti eccezionali. Su invito del maestro Rossini, si fermò a Bologna un anno ancora alternando il studi di perfezionamento al lavoro di composizione. In quel periodo si applicò al suo primo tentativo nel genere teatrale musicando un libretto intitolato Cristoforo Colombo, che lo stesso Rossini giudicò "una lieta promessa". Nell'anno 1845, a soli ventitré anni, venne nominato socio onorario della R. Accademia Filarmonica di Bologna. Nello stesso anno per sua scelta rientrò a Mantova dove proseguì nell'attività musicale.
Nel 1856, conosciuto il talento, su consiglio del compositore Amilcare Ponchielli venne nominato al posto di direttore della cappella musicale di Bergamo ma, l'attaccamento alla sua città e le attività iniziate lo convinsero a rifiutare la pur prestigiosa e ambita carica. A Mantova oltre a dare lezioni di contrappunto, pianoforte e canto, teneva il posto di maestro di cappella nella cattedrale, il posto di concertatore e direttore al Teatro Sociale (negli anni dal 1854 al 1872) e dal 1864 ottenne la cattedra di insegnante presso la neonata "Scuola di Musica" di Mantova.
Come operista esordì nell'anno 1848 con l'Alberto di Saviola, lavoro di soggetto patriottico e due anni dopo mise in scena, sempre al Sociale di Mantova, l'Elvira di Valenza tragedia lirica in tre atti che fu rappresentata, l'anno successivo anche a Ravenna. Terza opera fu Il Taldo, melodramma in tre atti, al Teatro Sociale nel 1852. L'opera ebbe un esito favorevolissimo e lo spartito venne subito acquistato dalla Casa Lucca di Milano e riprodotto in molti teatri tra i quali (nel 1853) il Teatro Grande di Padova. Nel finire dell'anno 1854 dette alle scene il Bernabò Visconti, ricavato dal noto bozzetto storico illustrato da Giovio. La prima rappresentazione avvenne al Teatro della Concordia di Cremona. In quell'occasione il Campiani conobbe Amilcare Ponchielli che diventerà poi suo devoto amico. L'Opera ebbe un grande successo e la Casa Lucca pubblicò quasi per intero lo spartito. Due anni dopo la prima il Bernabò venne rappresentato al "Carcano" di Milano con grande successo. Ultimo lavoro teatrale fu Il Consiglio dei Dieci, tragedia lirica in tre atti di soggetto storico. La prima dell'opera fu data nel novembre del 1857 a Treviso ed ottenne un grande successo con numerose chiamate dell'autore sul proscenio. Questo lavoro fu poi riprodotto nel febbraio-marzo del 1858 al Teatro Grande di Trieste.
Fu anche fervido patriota ed il 7 settembre 1866 nel corso dei festeggiamenti a re Vittorio Emanuele che rientrava in Mantova liberata dall'occupazione austriaca, il Campiani musicò due inni popolari, che ebbero grande successo e furono di particolare gradimento da parte del re, che volle ringraziare il maestro donandogli una magnifica spilla di brillanti sormontata dalla corona reale.
A conferma delle sue doti umane e artistiche gli venne conferita la Croce di Cavaliere e fu nominato socio effettivo dell'Accademia virgiliana di Mantova.
Ritiratosi a Mantova si dedicò totalmente all'insegnamento presso la Scuola di Musica ed alla composizione di musica sacra lasciando una numerosa collezione di lavori, circa trenta messe ad orchestra e canto, tra le quali la famosa messa composta per i Martiri di Belfiore e quella per i Sacri Vasi, numerosi vespri per canto ed orchestra e per canto ed organo, oltre a litanie, Tantum Ergo, mottetti, salmi, inni e preghiere.
Per circa quaranta anni svolse l'attività di maestro presso la scuola comunale formando generazioni di musicisti. Ebbe allieve di canto che raggiunsero grande fama come la Storchio e la Trentini. 
Nel 1905 si ritirò a vita privata e si spense a 92 anni nel 1914.
In segno di riconoscimento e di gratitudine per la dedizione con la quale lavorò quale compositore, concertista e direttore della scuola di musica 
Mantova gli ha intitolato il Conservatorio di Musica.

## Composizioni

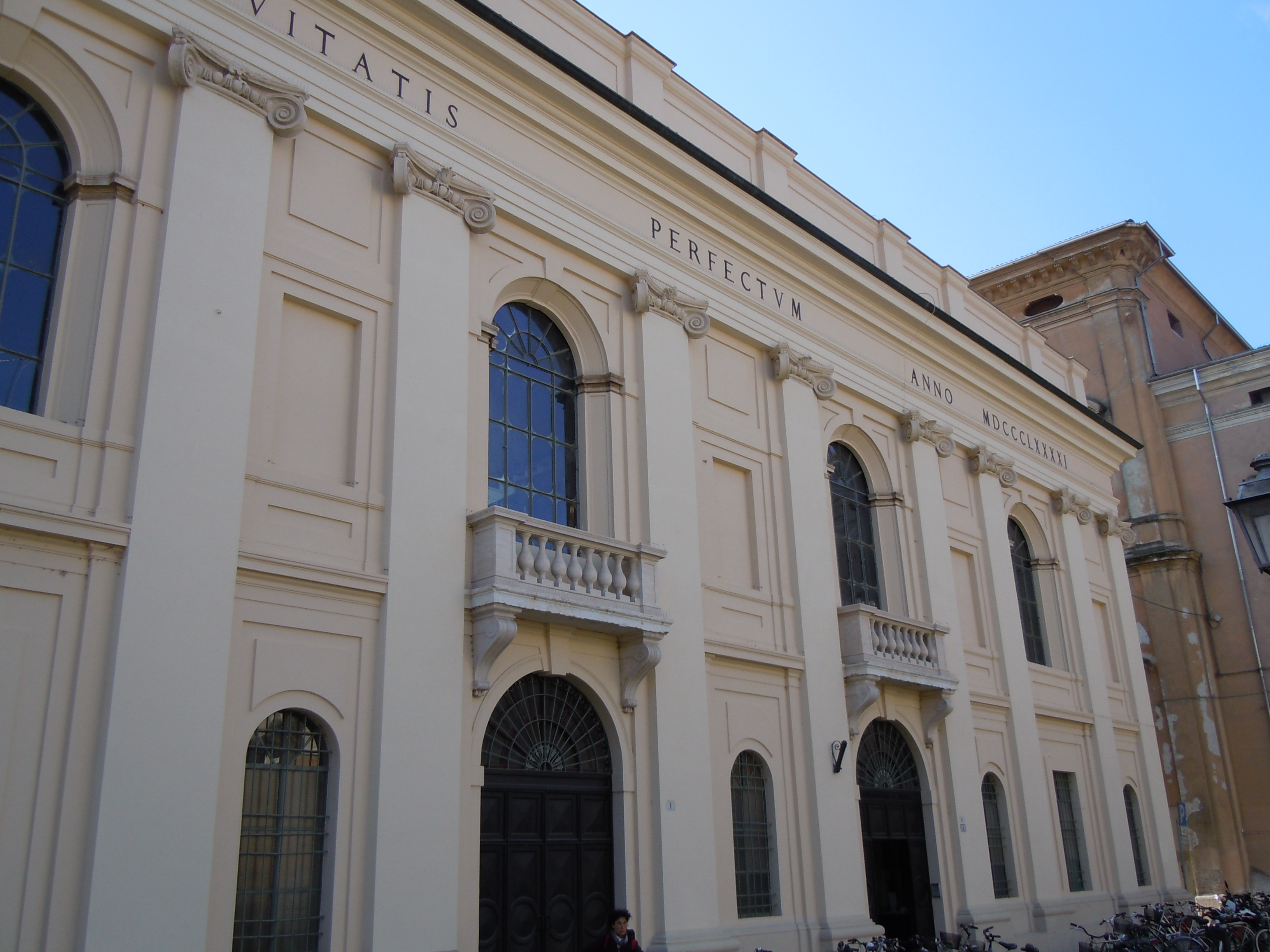
Mantova, Palazzo dell'Accademia, sede del Conservatorio Campiani

- Composizioni per coro e orchestra
- Composizioni per canto e pianoforte
- Composizioni cameristiche destinate alla liturgia
- Musica vocale sacra
- canti in lingua latina
- composizioni per coro a cappella o con accompagnamento di pianoforte
- Magnificat
- Messe da requiem per orchestra
- composizioni con orchestra
- quartetti
- composizioni per pianoforte e pianoforte a 4 mani
- composizioni per organo
- Il Consiglio dei dieci
- Elvira di Valenza
- Don Lopez d'Almeida
- Alberto di Saviola
- Bernabò Visconti
- Taldo